# Jacqueline van Rozendaal-van Gerven
Jacqueline van Rozendaal-van Gerven, född 20 februari 1964, är en holländsk bågskytt. Hon deltog vid olympiska sommarspelen 1988 och 1992.